# Willernie
Willernie – miasto w Stanach Zjednoczonych, w stanie Minnesota, w hrabstwie Washington.